# 尼什城堡

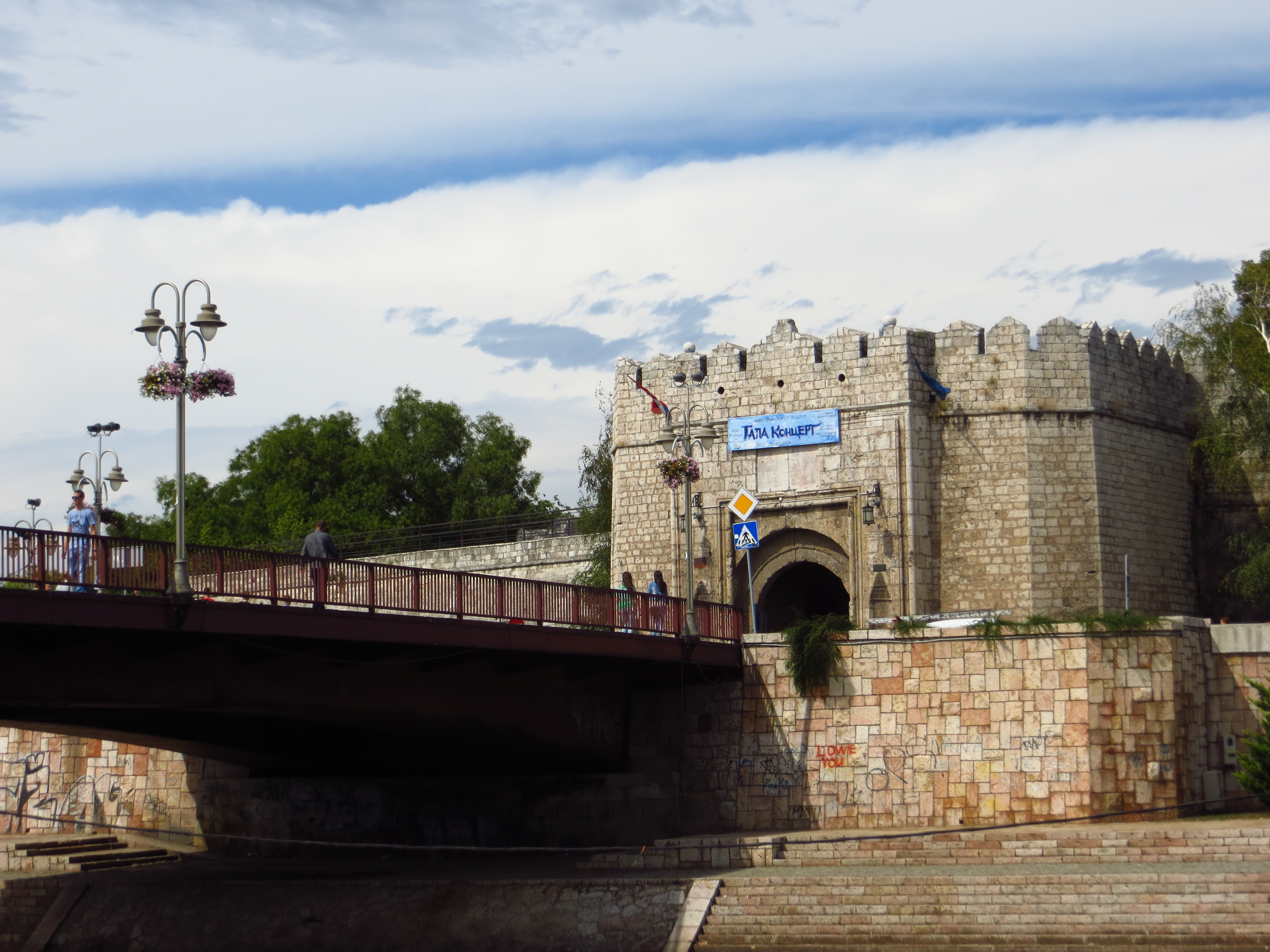

尼什城堡是位於塞爾維亞城市尼什的一座城堡建築。自1966年開始，尼什城堡是尼什電影節（Filmski Susreti）的舉辦場地。

## 外部連結
维基共享资源上的相關多媒體資源：尼什城堡